# جايسون وو
جايسون وو (بالإنجليزية: Jason Wu)‏ هو مصمم أزياء كندي، ولد عام 1982م في تايبيه.

## التعليم
تعلم في كلية بارسونز ذا نيو سكول للتصميم ‏.